# Ayhancan Güven
Ayhancan Güven, né le 21 juillet 1998 à Istanbul en Turquie, est un pilote automobile turc et pilote d'usine Porsche. Il participe actuellement au Deutsche Tourenwagen Masters.

## Biographie
En 2018, Ayhancan Güven devient le premier champion étranger en Porsche Carrera Cup France et remporte le titre à nouveau l'année suivante. Il remportera aussi la Coupe des Nations FIA GT, représentant son pays d'origine aux côtés de Salih Yoluç.
Il a remporté la quatrième manche de la Porsche Supercup en 2019 sur le circuit de Silverstone en partant de la pole position. Il a été nommé Junior Porsche Motorsport en 2020, il terminera troisième avec 113 points dans cette même saison. Pour la saison 2021 de la Porsche Supercup, il a signé avec BWT Lechner Racing.
En 2022, il a concouru avec Christian Engelhart dans l'équipe Joos Sportwagentechnik en ADAC GT Masters et a terminé deuxième au classement.
Pour 2023, Güven est passé au Deutsche Tourenwagen Masters, où il a enregistré un podium au Sachsenring.
En 2024, Güven remporte la course d'endurance de 12 heures de bathurst aux côtés de Matt Campbell et Laurens Vanthoor pour Manthey Racing, l'équipe pour laquelle il a également signé pour piloter le Deutsche Tourenwagen Masters 2024.